# Prebold
Prebold (Duits: Pragwald) is een gemeente in de Sloveense regio Savinjska en telt 4514 inwoners (2002).

## Plaatsen in de gemeente
Dolenja vas, Kaplja vas, Latkova vas, Marija Reka, Matke, Prebold, Sv. Lovrenc, Šešče pri Preboldu
Bistrica ob Sotli · Braslovče · Celje · Dobje · Dobrna · Gornji Grad · Kozje · Laško · Ljubno · Luče · Mozirje · Nazarje · Podčetrtek · Polzela · Prebold · Radeče · Rečica ob Savinji · Rogaška Slatina · Rogatec · Šentjur pri Celju · Slovenske Konjice · Šmarje pri Jelšah · Šmartno ob Paki · Solčava · Šoštanj · Štore · Tabor · Velenje · Vitanje · Vojnik · Vransko · Žalec · Zreče
1. ↑  "Prebivalstvo po starosti in spolu, občine, Slovenija, polletno". Statistični urad Republike Slovenije. Geraadpleegd op 18 april 2021.